# Epibator
Epibator es un género que tiene asignada tres especies de orquídeas, originarias de Brasil.

## Descripción
Epibator  es un nuevo género que se dividió a partir de Zootrophion porque las tres especies han incluido la enredadera como hábitat el cual no se encuentra en Zootrophion y porque las flores se encuentran en el ápice solamente, y no en la base, no son como una caja  rígida con lados convexos y un piso como en Zootrophion. También se diferencia en la forma de las flores que surgen desde la salida de la ramicaul.

## Especies
- Epibator hirtzii (Luer) Luer (2004)
- Epibator serpentinus (Luer & Hirtz) Luer (2004)
- Epibator ximenae Luer & Hirtz (2004)